# Орден Царственных и избранных мастеров

Эмблема Совета царственных и избранных мастеров

О́рден ца́рственных и и́збранных мастеро́в (англ. Order of Royal and Select Masters) является орденом, относящимся к организациям дополнительных степеней Йоркского устава. Орден часто упоминается как организационная структура степеней масонской Крипты. В Англии и Уэльсе, степени ордена практикуются в качестве автономной масонской организации, в то время как в некоторых других масонских регулярных организациях они составляют часть Йоркского устава.

## История
Верховный совет «Царственных и избранных мастеров Англии и Уэльса, его дистриктов и зарубежных советов» был официально сформирован 29 июля 1873 года четырьмя английскими советами, которые были созданы в 1871 году в Верховном совете Йоркского устава Нью-Йорка. Эти четыре английские совета организовали себя в качестве суверенного органа под руководством Дж. Р. Портала, бывшего великого мастера Ордена Мастеров масонов метки, который также стал первым великим мастером Ордена царственных и избранных мастеров.

## Требования для членства
В Англии и Уэльсе, все мастера масоны, которые являются членами, как Королевской арки, так и Мастерами масонами метки имеют право на членство в Ордене Царственных и избранных мастеров. Члены ордена носят украшения и характерный запон, который имеет форму треугольника.

## Структура и организация

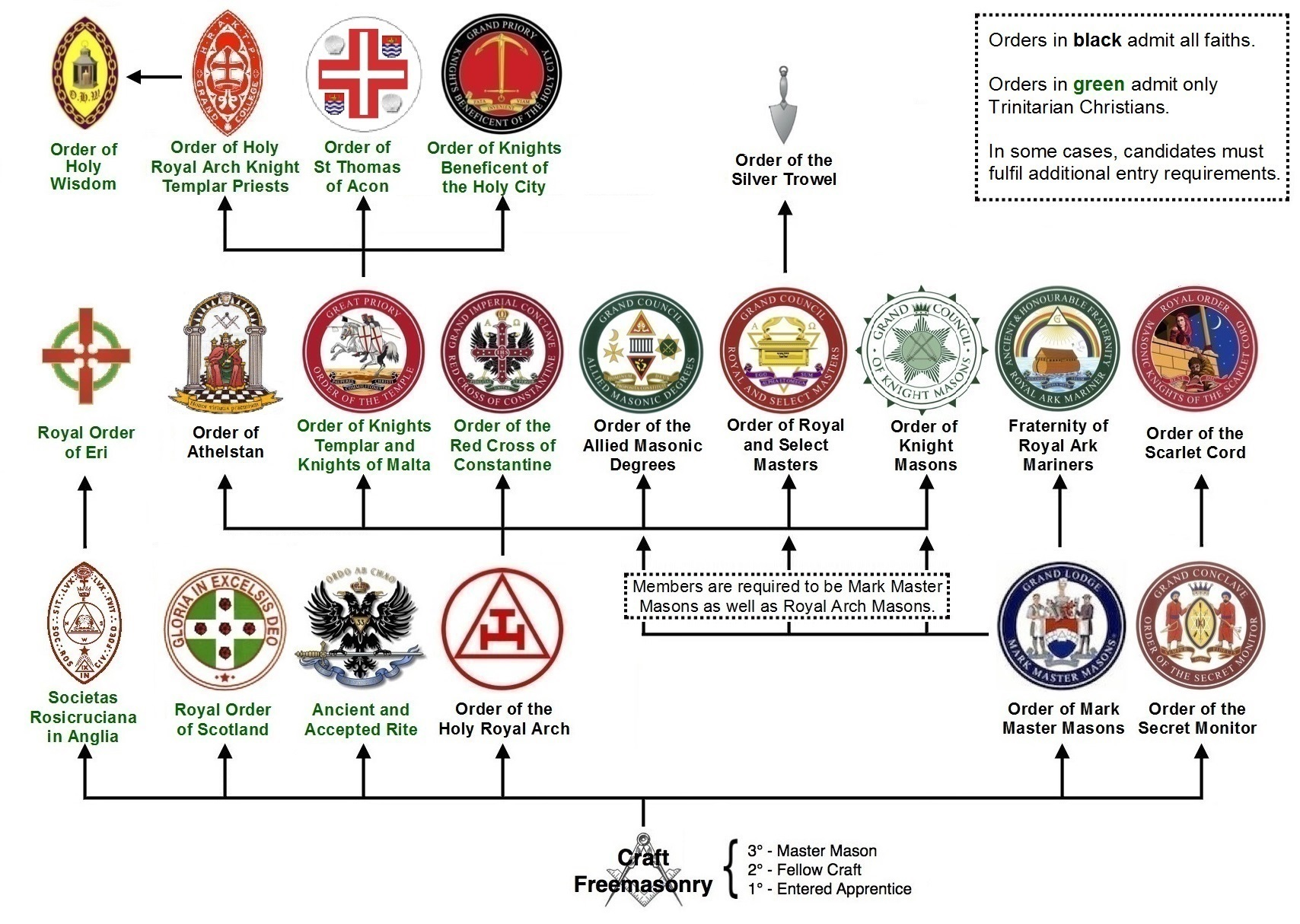
Структура орденов связанных с Йоркским уставом

Орден управляется советами, которые сгруппированы в округа, и которые находятся в ведении окружного великого мастера. Верховный совет в Лондоне управляет более 240 советами в Англии и Уэльсе и руководит четырьмя степенями (избранный мастер, царственный мастер, превосходный мастер, весьма превосходный мастер). Эти степени основываются на масонской легенде о Храме царя Соломона и проливают свет на существенные связи между степенями мастера масона, мастера масона метки и королевской арки. Подобное расширение представления о степени мастера масона может также быть найдено в некоторых степенях Древнего и принятого шотландского устава. Членам совета ордена царственных и избранных мастеров дают степень трижды прославленного мастера. Есть также почётный дополнительный орден для выдающихся членов — «Орден Серебряного мастерка». Орден управляется из штаб-квартиры Mark Masons’Hall в Лондоне.